# Henry Gray
Henry Gray (Belgravia, Londres, nascido em 19 de setembro de1827 — junho de 1861) foi um anatomista e cirurgião inglês bastante conhecido pela autoria do livro Gray's Anatomy. Foi eleito Membro da Royal Society aos 25 anos.

## Biografia
Em 6 de maio de 1845 ingressou como estudante do St. George's Hospital de Londres e é descrito pelos que o conhecem como um trabalhador detalhista e metódico, alguém que aprendeu anatomia pelo seu método criterioso e muito apreciado de dissecção.
Ainda como estudante, conquistou o prêmio trienal Royal College of Surgeons com o estudo sobre o olho intitulado “The Origin, Connexions and Distribution of nerves to the human eye and its appendages, illustrated by comparative dissections of the eye in other vertebrate animals”
Em 1852, com apenas 25 anos de idade, foi eleito Membro da Royal Society e, no ano seguinte, com uma monografia de 380 páginas intitulada "On the Structure and Use of the Spleen", que descrevia, entre outros, a origem do baço no mesogástrio dorsal, obteve o prêmio trienal Astley Cooper de trezentos guinéus.
No ano de 1858 em Londres, Gray publicou a primeira edição do seu livro "Gray's Anatomy", que continha 750 páginas e 363 figuras. Os desenhos foram feitos pelo anatomista H. Van Dyke Carter, amigo de Gray, a quem é dedicado um agradecimento no prefácio pelas suas grandes contribuições.
Ele teve os postos de demonstrador de anatomia, curador do museu e conferencista de anatomia no St. George's Hospital. Em 1861, foi cirurgião do St. James Infirmary. Em junho do mesmo ano, quando era candidato ao posto de cirurgião assistente do St. George's Hospital, morreu de varíola contraída do sobrinho e seu paciente Charles. Foi enterrado no Cemitério Highgate.
O livro ainda é publicado com o nome "Gray's Anatomy" e ainda é largamente apreciado como um livro extraordinário para estudantes da área da saúde.

## Publicações
- The Origin, Connections, and Distribution of Nerves to the Human Eye and its Appendages, illustrated by Comparative Dissections of the Eye in Other Vertebrate Animals (1848) - ensaio
- On the Structure and Use of Spleen (1854) - ilustrado em conjunto por Henry Vandyke Carter
- Descriptive and Surgical Anatomy 1ST Edition (August 1858) -  ilustrada conjuntamente por Henry Vandyke Carter - popularmente conhecida como Gray's Anatomy
- Descriptive and Surgical Anatomy 2ND Edition (December 1860) - ilustrada conjuntamente por Henry Vandyke Carter e John Gulse Westmacott - popularmente conhecida como Gray's Anatomy